# 패밀리의 죽음
"패밀리의 죽음"(A Death in the Family)은 DC 코믹스에서 출판하는 미국 코믹스 《배트맨》의 1988년 스토리라인이다. 짐 스탈린이 글을 썼고 짐 아파로가 연필로 그렸으며 마이크 미뇰라가 표지를 그렸다. 1988년 8월부터 11월까지 《배트맨》 #426–429에서 연재된 "패밀리의 죽음"은 숙적 조커의 손에 사이드킥 로빈이 죽은 사건을 다룬 가장 중요한 배트맨 스토리 중 하나로 여겨진다.
2대 로빈 제이슨 토드는 당시 사용할 수 없었던 딕 그레이슨의 대체제로 1983년에 데뷔했다. 작가들이 토드를 반항적이고 충동적인 인물로 그리기 시작하자 1986년 이후 독자들 사이에서 인기가 없어졌다. 편집장 데니스 오닐은 1982년 《새터데이 나이트 라이브》에서 에디 머피가 시청자들에게 랍스터를 끓이고 싶으면 방송에 전화하라고 권유했던 스케치를 떠올리면서 토드를 《배트맨》에서 빼거나 교체시킬 것을 고려하고 있었다. 그와 비슷한 일을 하려고 한 DC는 900번 투표 시스템으로 팬이 토드의 운명을 결정할 수 있게 만들었다.
"패밀리의 죽음"은 배트맨이 토드의 범죄 대항을 덜어주면서 시작된다. 토드는 친어머니를 찾기 위해 중동으로 여행을 가지만 조커에게 납치되어 고문을 당한다. 《배트맨》 #427은 조커가 토드가 갇힌 창고를 폭파시키는 것으로 끝난다. 스탈린과 아파로는 다음 이슈의 두 가지 버전을 준비했다. 하나는 독자들이 토드의 생존에 투표해야 출판되고 다른 하나는 토드가 사망할 경우에 나온다. 근소한 차이로 후자가 더 많은 표를 받았고, 《배트맨》 #428은 배트맨이 폐허가 된 창고에서 토드의 시신을 발견하는 내용이다. 배트맨과 슈퍼맨이 조커가 유엔 총회를 살해하는 것을 막으면서 이야기가 끝난다.
이 논란이 된 이 스토리는 널리 퍼졌다. 토드의 인기가 없었음에도 DC는 가장 상징적인 캐릭터 중 하나를 죽이자 나오게 된 반발에 직면했다. 토드의 죽음은 배트맨 스토리에 지속적인 영향을 미쳤고, 토드를 구하지 못한 배트맨은 코믹스 신화를 더 어두운 방향으로 밀어붙였다. 팀 드레이크는 1989년에 토드의 뒤를 이어 로빈이 되었고, 토드는 " 언더 더 레드 후드"(2004–2006) 스토리에서 레드 후드로 부활했다. "패밀리의 죽음"은 독자들 사이에서 여전히 인기 있는 스토리로 남아 있으며 초판된 이후 트레이드 페이퍼백 형식으로 재판되었다. 줄거리 요소는 배트맨 영화, TV 시리즈, 비디오 게임에 녹아있다. 인터랙티브 애니메이션 영화 《배트맨: 패밀리의 죽음》은 2020년에 개봉되었다.